# Slotsholmen

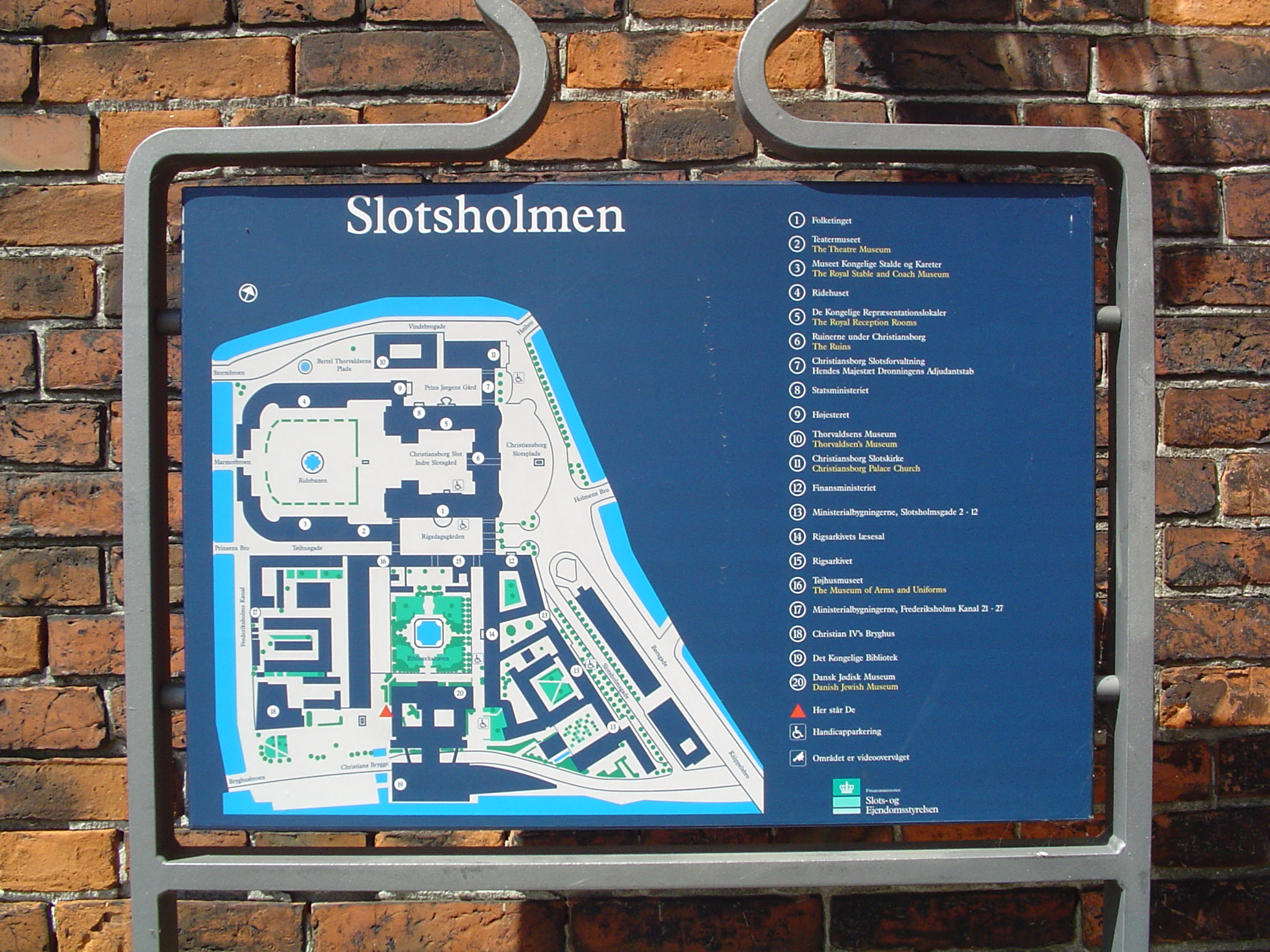
Karta över Slotsholmen.

Slotsholmen är en ö i centrala Köpenhamn. Den 1 januari 2006 hade den enligt Danmarks statistik 24 invånare på sina 21 hektar och år 2020 hade invånartalet sjunkit till 18.
Slotsholmen har sedan medeltiden varit säte för den centrala administrationen. På Slotsholmen ligger främst Christiansborgs slott, som inrymmer lokaler för Folketinget, Statsministeriet, Högsta domstolen och representationsvåningar för den danska monarkin. 
På Slotsholmen finns en lång rad viktiga departement, samt många kulturinstitutioner och museer, däribland Det Kongelige Bibliotek, Rigsarkivet, Krigsmuseet (Tøjhusmuseet), Teatermuseet, Thorvaldsens Museum och det danska judiska museet.

## Bildgalleri

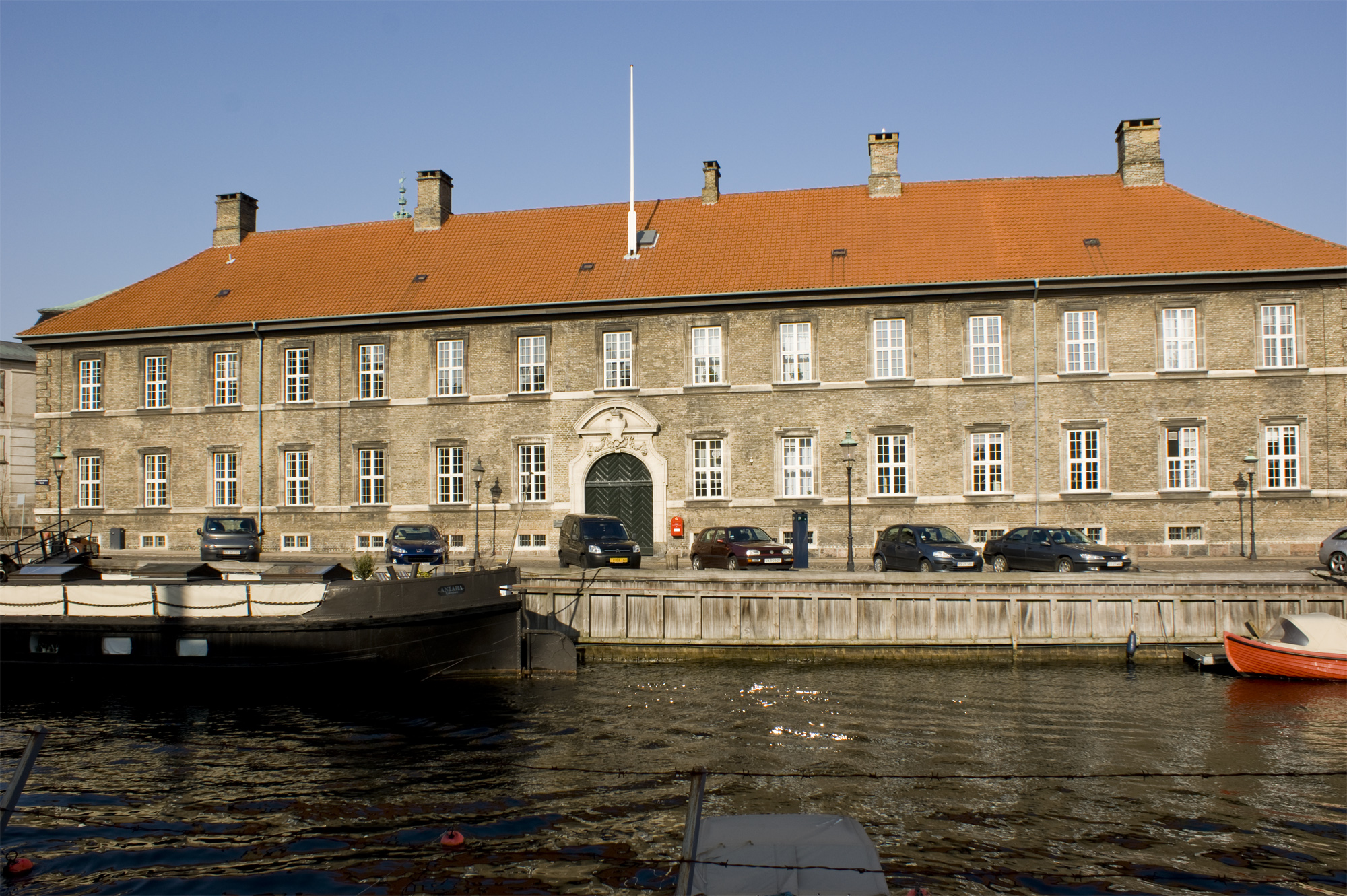
Undervisningsministeriet på Slotsholmen
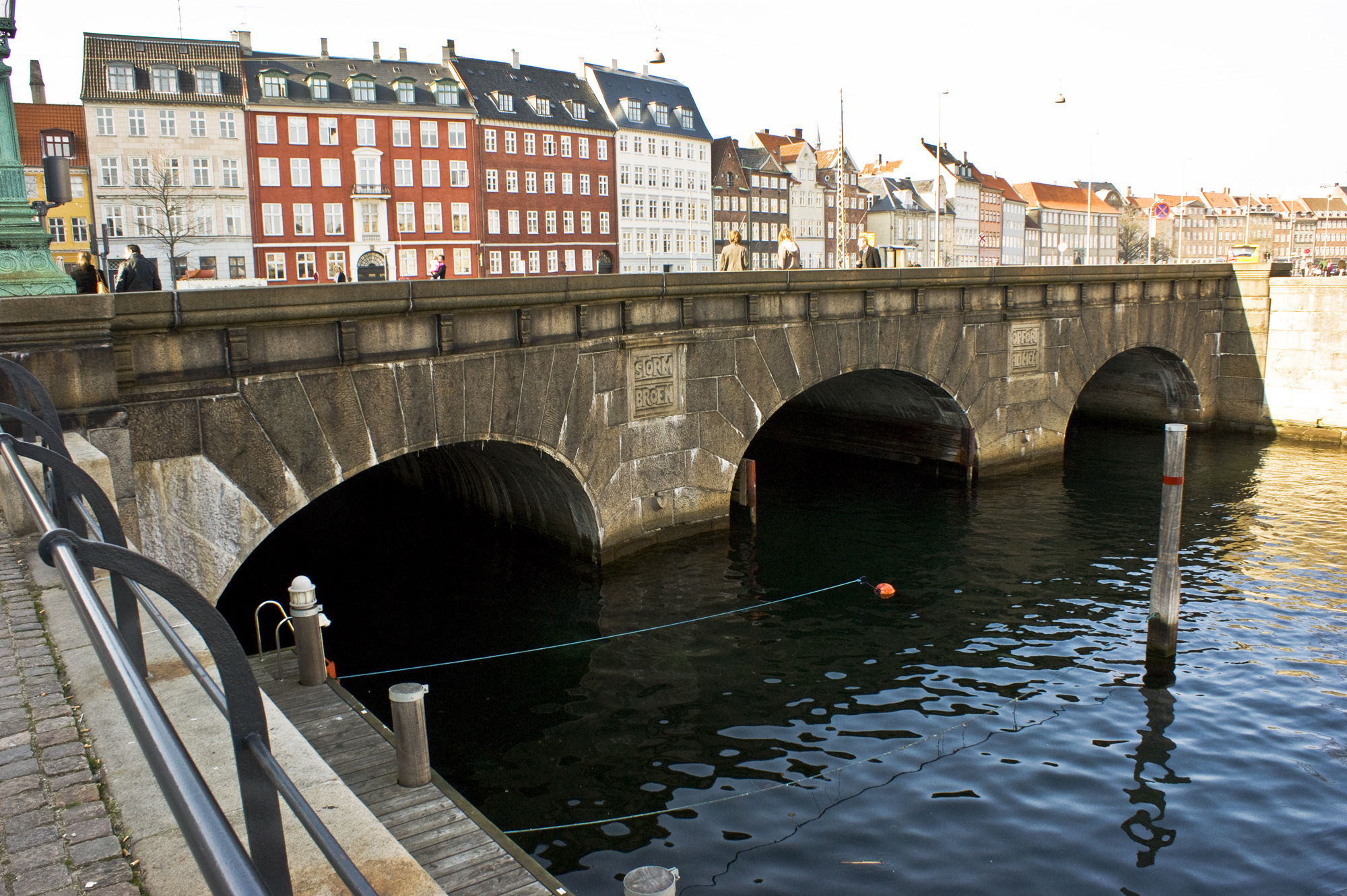
Stormbron till Slotsholmen
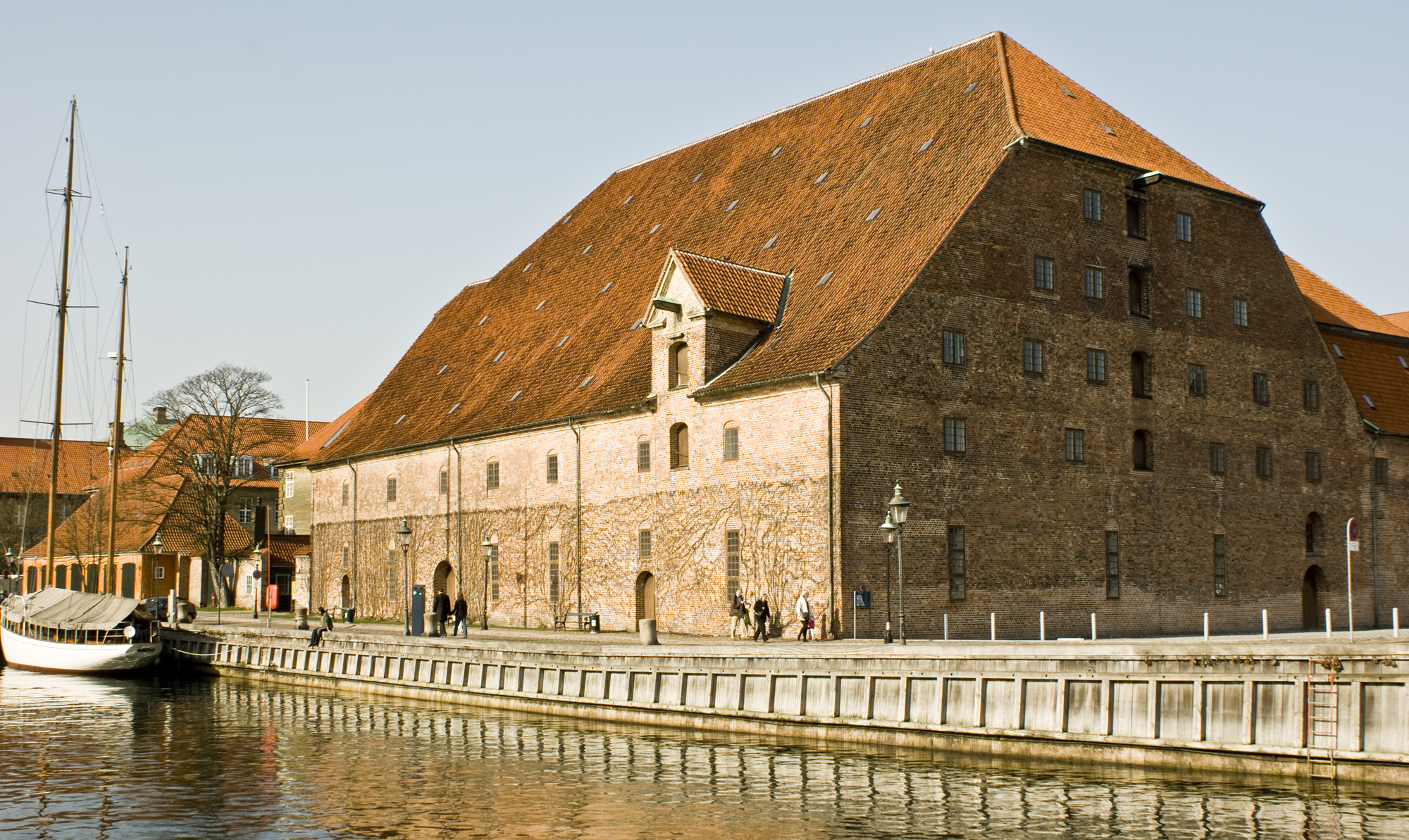
Brygghuset på Slotsholmen

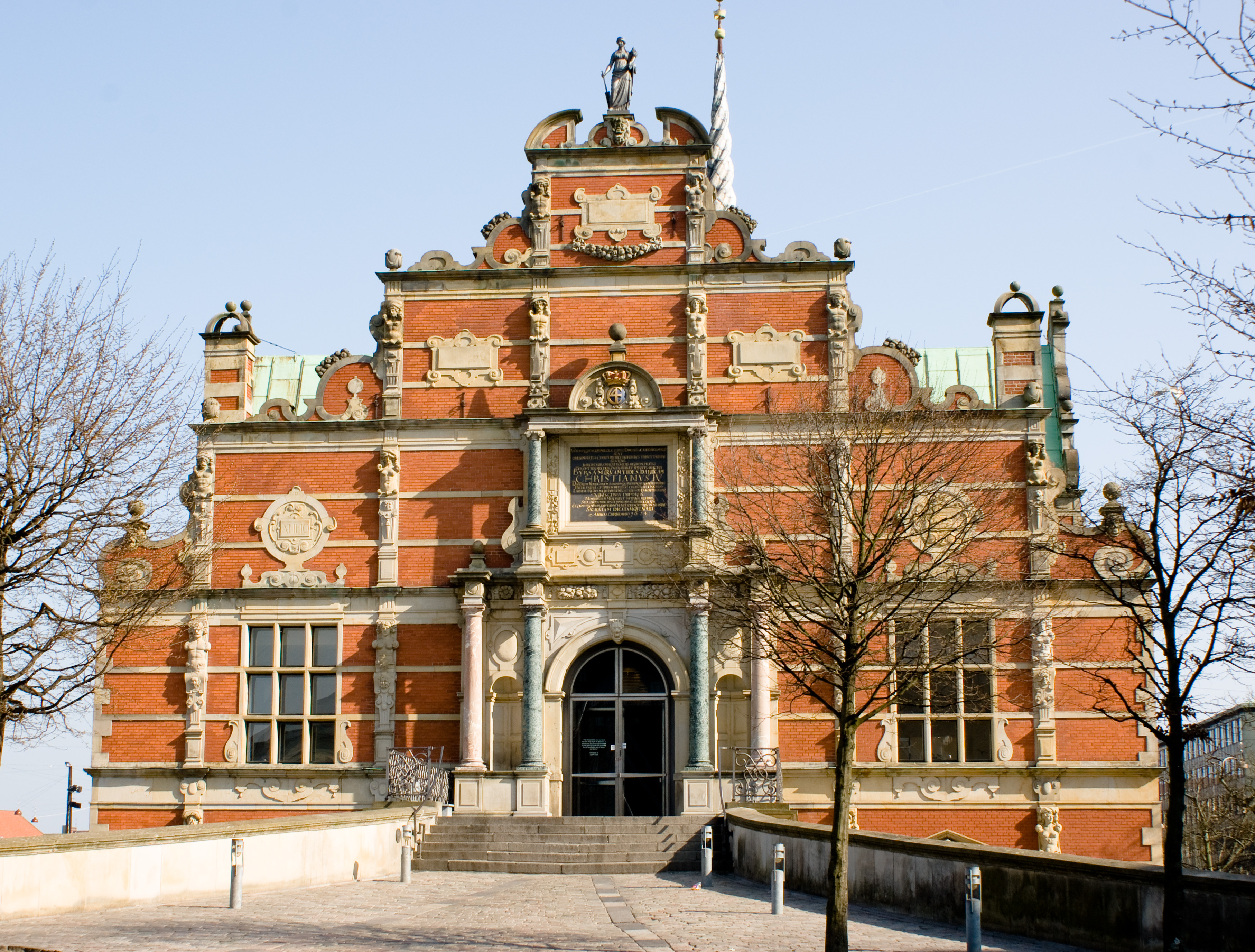
Ingångsparti till Börsen på Slotsholmen
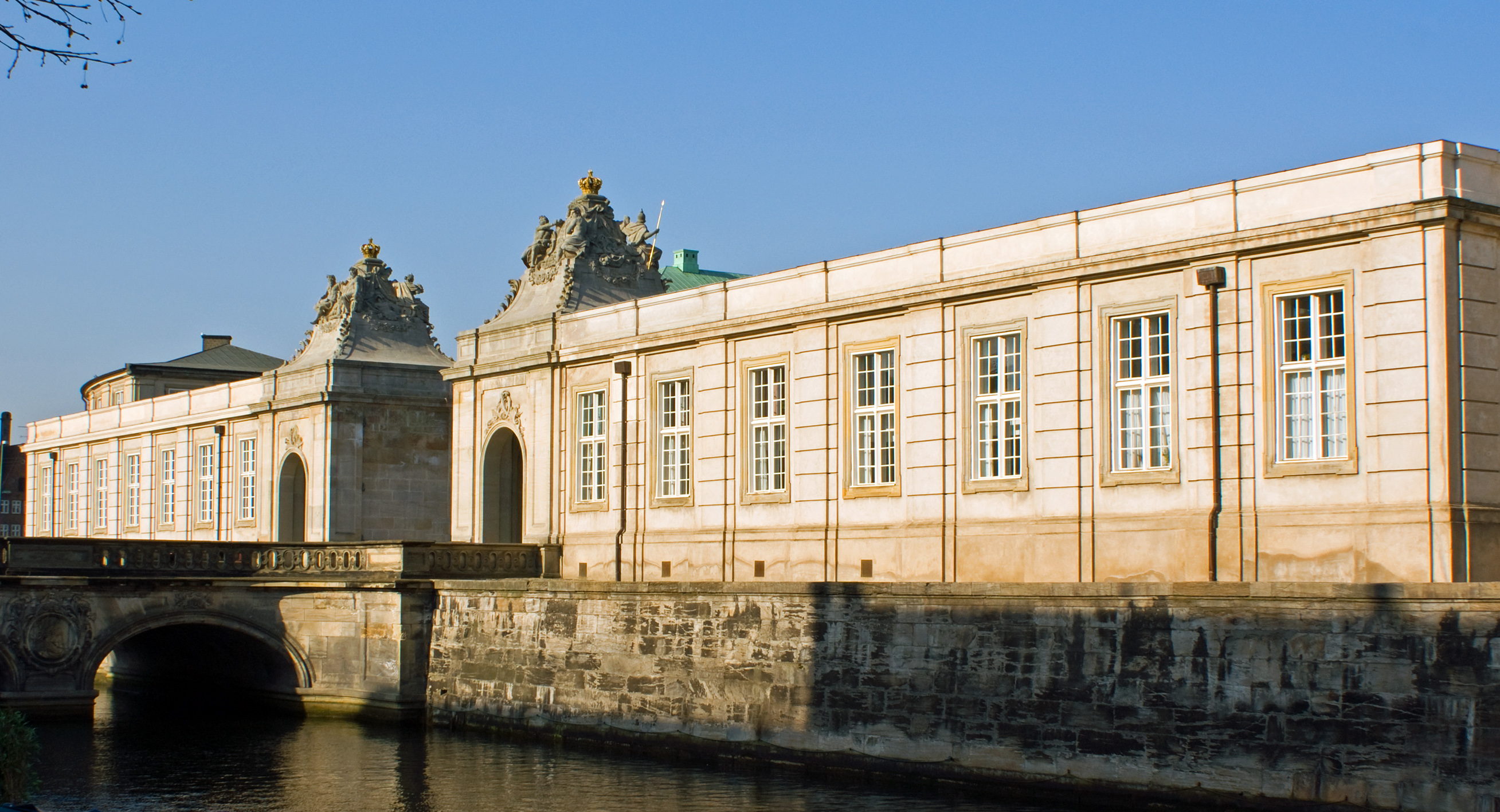
Marmorbro och portaler till Christiansborgs Ridbana
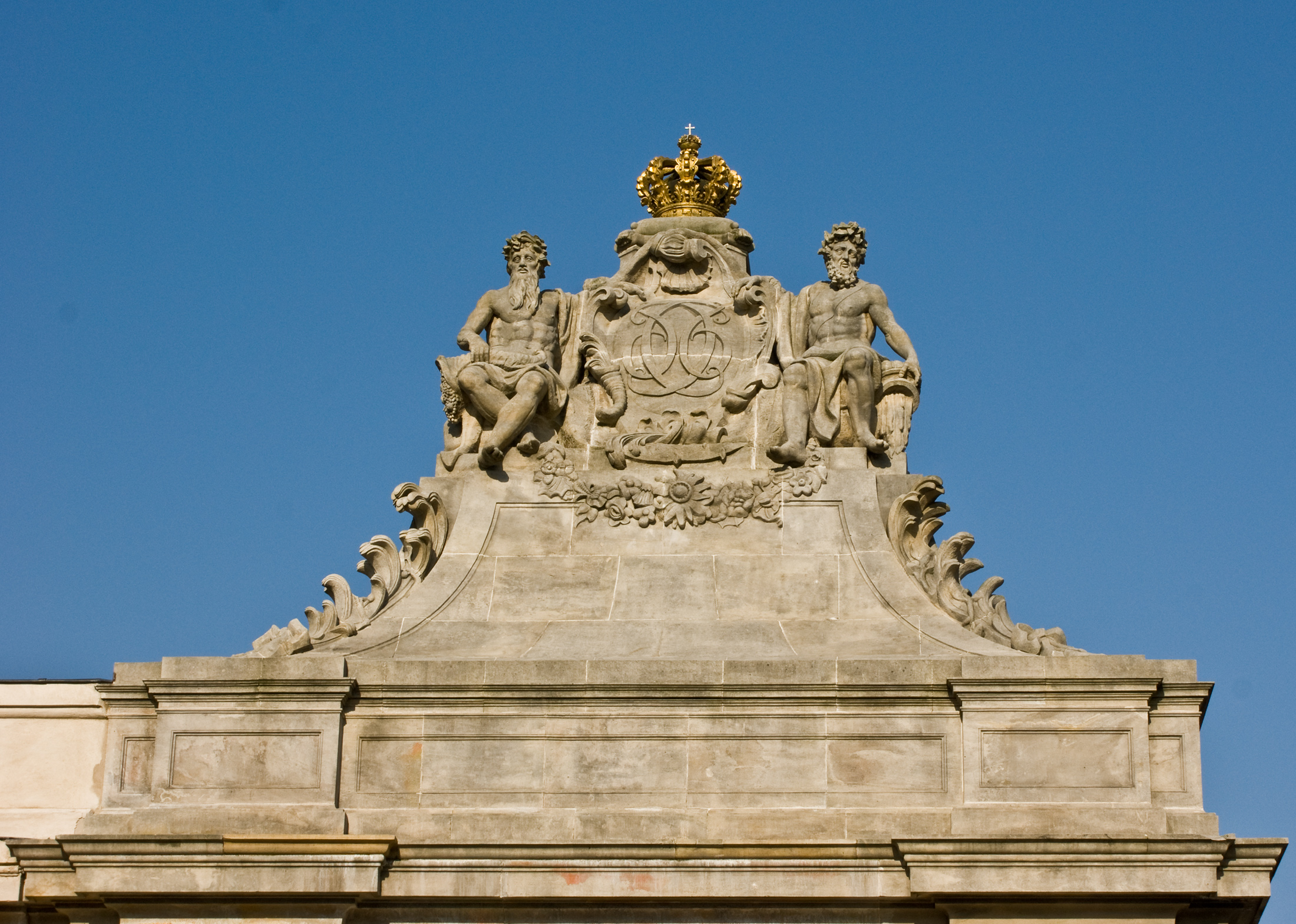
Detalj av en av portalerna in till ridbaneanläggningen på Christiansborg